# Макаренко Василь Дмитрович
Макаренко Василь Дмитрович (нар. 13 жовтня 1930, Свердловськ, Луганська область) — директор Свердловського машинобудівного заводу (1960—2006). За вагомі досягнення у реформуванні національної економіки, розвиток вітчизняної промисловості та ринкової інфраструктури Указом Президента України від 2005 року нагороджений орденом князя Ярослава Мудрого V ступеня. Почесний громадянин Свердловська (нині Довжанськ).